# TOP Oss
Tot Ons Plezier Oss (deutsch Zu unserem Vergnügen Oss), kurz TOP Oss, ist ein Fußballverein aus Oss, Niederlande. Der am 9. April 1928 gegründete Klub spielt in der Eerste Divisie.

## Geschichte

### Die Gründung
Der Vereinslegende nach beschlossen die beiden Schulfreunde Ton Sleishauser und Cor van Schijndel aus Oss am 9. April 1928 einen Fußballverein zu gründen. Zunächst wurde das Kürzel KMD (Klein Maar Dapper: „Klein aber tapfer“) gewählt, aber dies wurde verworfen, da zahlreiche andere Clubs denselben Namenszug trugen. Schließlich entschloss man sich für TOP (Tot Ons Plezier: „Zu unserem Vergnügen“).
Im Sommer 2009 wurde der Verein wieder in FC Oss umbenannt, 2018 nahm man wieder den Namen TOP Oss an.

### 1950er Jahre
Im Jahre 1954 beschloss der Vorstand von TOP, eine Profilizenz zu beantragen. Diese wurde mit der Saison 1955/56 wirksam, und fortan beteiligte sich TOP am bezahlten Fußball. Der Ausflug in den professionellen Fußball dauerte allerdings nur zwei Jahre an, da TOP meist chancenlos im Vergleich mit den anderen Teams war. Trotz großem regionalen Interesse ging es für TOP zurück in den Amateurfußball.

### 1990er Jahre bis heute

Logo bis 2009

Anfang der 1990er Jahre wurde eine Meinungsumfrage in der Region um Oss durchgeführt mit der Frage, ob Interesse an einem erneuten Anlauf Oss im Profifußball bestehe. Diese wurde mit einer deutlichen Mehrheit befürwortet und so beschloss TOP Oss mit Unterstützung des niederländischen Verbandes Königlicher Niederländischer Fußballbund (KNVB) die Rückkehr in den bezahlten Fußball nach fast 40 Jahren. Seit 1991 spielt der Verein bis auf eine Drittliga-Saison (2010/11) ausschließlich in der Eerste Divisie, der niederländischen zweiten Liga. In der Saison 2005/06 erreichte TOP Oss die zweite Runde der Relegationsspiele zum Aufstieg in die Ehrendivision, unterlag jedoch in drei Spielen dem Erstligisten NAC Breda.
Im Jahr 2008 wurde TOP Oss von einer türkisch-niederländischen Firma (MTC Groep) gekauft.

## Stadion
TOP Oss spielt im Frans-Heesen-Stadion. Das Stadion hat eine Kapazität von 4560 Plätzen.

## Bekannte Spieler
- Koen van der Biezen
- Christopher Bieber

## Trainer
- Ruud Kaiser (1991–1997)